# Felsblock

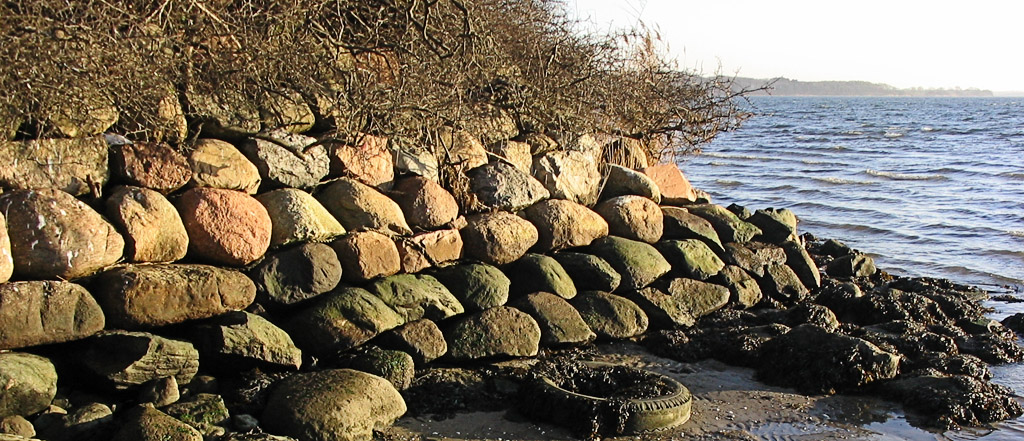
Steine zur Küstenbefestigung

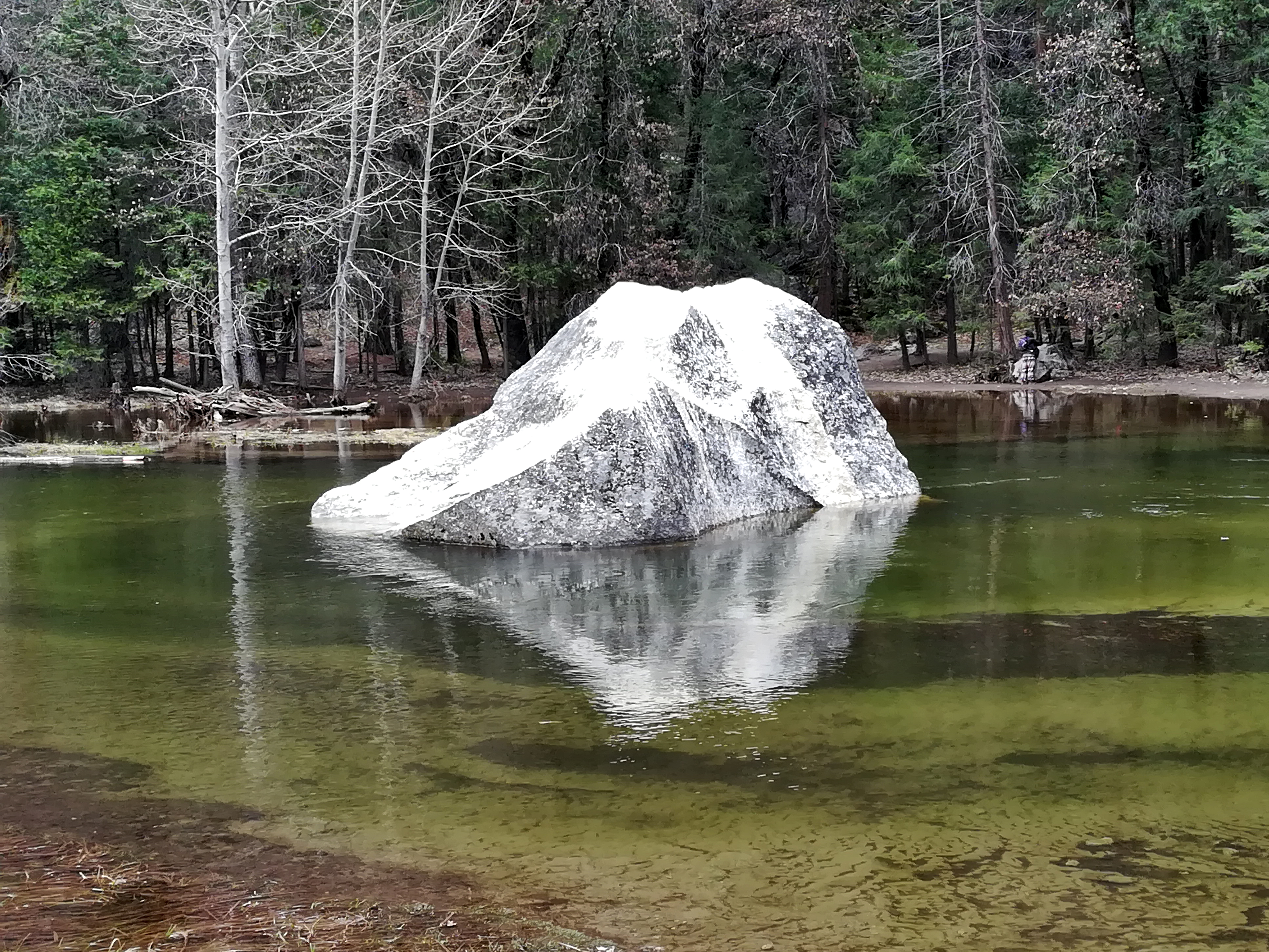
Felsblock im Mirror Lake im Yosemite-Nationalpark.

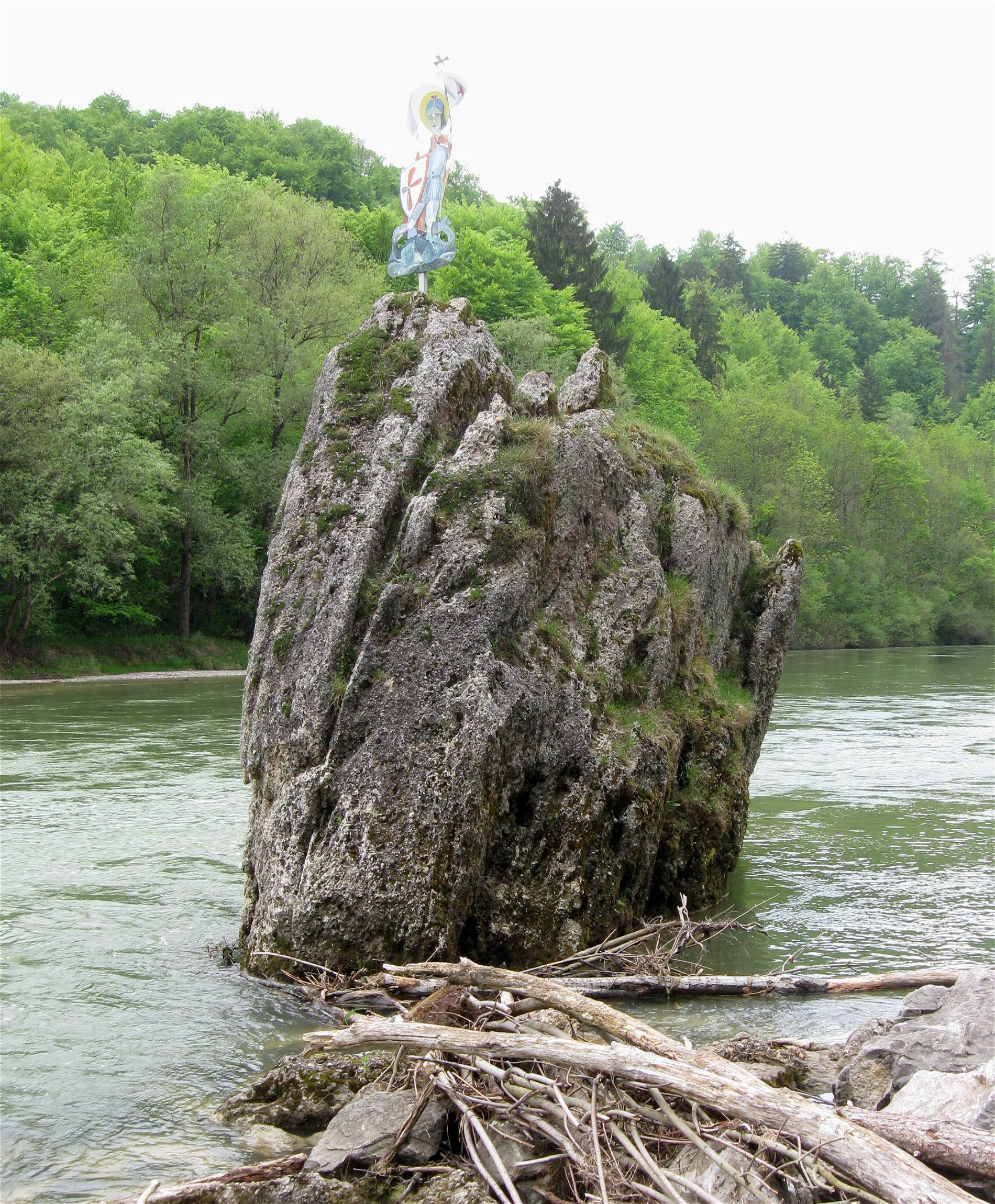
Der Georgenstein ist ein etwa 8 m langer und 4 m hoher Felsblock im Fluss Isar südlich von München, der in früheren Jahrhunderten eine gefürchtete Gefahrenquelle für die kommerziellen Flößer darstellte

Ein Felsblock, Gestein oder Stein ist ein großer, in der freien Natur vorkommender oder im Bau genutztes Material. Die Größe kann im Bereich von Dezimetern bis zu einigen Metern liegen.

## Zur Bezeichnung
Allgemein wird ein loser Steinblock geowissenschaftlich nicht als Felsen (gewachsen), sondern Stein bezeichnet. Der baufachliche Ausdruck bezieht sich im Sinne Brocken (althochdeutsch broccho ‚Abgebrochenes‘) oder Block (‚zusammenhängendes größeres Stück‘) auf dasjenige Baumaterial, dem man seine Herkunft aus dem Muttergestein noch deutlich ansieht (Lockergestein).
Felsblöcke in der Natur liegen entweder
- in situ (am Originalort), so beispielsweise als Gesteinsreste im Nutzboden, etwa in Form übergroßer Lesesteine (die aber nicht mehr einfach aufgelesen werden können), die sich durch Erosion (wie etwa der Wollsackverwitterung) vom Untergrund gelöst haben,
- als Hangschutt oder Geschiebe (fluvatile Verfrachtung) unterhalb ihres Ursprungsortes,
- als Sediment feinverteilt über eine größere Fläche oder
- als erratische Blöcke, d. h. ortsfremde Steine seltenerer geophysikalischer Prozesse (wie Findlinge durch Gletschertransport) entfernt von ihrem Ursprungsort.

In der Baunorm DIN 4022/ISO 14688 werden Schroppen oder Blöcke definiert als Steine einer Korngröße über 63 Millimeter (ca. faustgroß) bis hin zur maximal transportierbaren Größe. Schroppen sind gröber als Schotter und entweder gebrochene Mineralstoffe, natürlicher Bruchstein (Schutt) oder Geröll (rundliche, abgeschliffenere Formen fluvatiler Herkunft).

## Verwendung im Bauwesen
Schroppen werden als Verfüllmaterial verwendet, zum Beispiel
- für Gründungen aller Art
- im Straßenbau
- beim Bau von Gleisanlagen
- beim unterirdischen Verlegen von Rohren
- bei Drainagen
- im Wasserbau (Wasserbausteine, Uferbausteine)
  - im Küstenschutz
  - im Hochwasserschutz im Damm- und Deichbau
  - bei der Wildbachverbauung,
  - für Gewässerkorrektion
- im Garten- und Landschaftsbau

Außerdem dienen sie als Ausgangsmaterial für Baustoffe (geformte Bausteine oder Platten; Naturstein, Naturwerkstein), als Dekorationselement, und Werkstein für die Bildhauerei.